# Natalja Schtaimez
Natalja Schtaimez (kasachisch Наталья Штаймец, * 5. November 1963) ist eine ehemalige kasachische Skilangläuferin.
Schtaimez trat international erstmals bei den nordischen Skiweltmeisterschaften 1993 in Falun in Erscheinung. Dort belegte sie den 52. Platz über 5 km klassisch, den 43. Rang über 15 km klassisch und den 12. Platz mit der Staffel. Im folgenden Jahr lief sie bei den Olympischen Winterspielen in Lillehammer auf den 52. Platz über 5 km klassisch und zusammen mit Jelena Tschernezowa, Oxana Kotowa und Jelena Wolodina auf den 13. Platz in der Staffel.